# カン・ドンウォン
カン・ドンウォン（朝: 강 동원、1981年1月18日 - ）は、韓国の俳優・モデル。身長186cm。

## 経歴
本貫は晋州姜氏。釜山生まれの昌原育ちで一男一女の末っ子。漢陽大学校機械工学科卒業。
2000年、大学の通学途中に地下鉄でスカウトされモデルデビュー。パリコレの出演経験がある。2003年にMBCドラマ『威風堂々な彼女』で俳優デビュー。2004年、映画『オオカミの誘惑』で初主演。
2010年11月18日に忠清南道の論山陸軍訓練所に入所。4週間にわたり基礎的な軍事訓練を受け、習慣性の脱臼があるため公益勤務要員として服務を開始。12月17日よりソウル保健環境研究院（ソウル特別市瑞草区良才洞）で約26か月に渡り勤務に就いた。
2014年、映画『群盗』で復帰。YGエンターテインメントに移籍。
その後もファン・ジョンミンと共演した『華麗なるリベンジ』（2016年公開）、イ・ビョンホンと共演した『MASTER/マスター』といった主演作がヒットし続ける。
グローバルなプロジェクトに参加することも視野に入れるようになり、2018年にはハリウッド映画『Tsunami LA』で主要人物の一人を演じることが発表された。しかしこの映画の企画は白紙になったことが後日報じられている。
2022年には是枝裕和監督の映画『ベイビー・ブローカー』に出演。
同年12月をもって7年間所属したYGエンターテインメントを離れ、フリーとなった。

## 人物
特技サッカー。趣味は、木工（家具なども作る）・シューズコレクション・運動・音楽鑑賞・ゲーム。公式サイトのプロフィールによると性格は多少内気。
座右の銘は「知之者 不如好之者 好之者 不如楽之者」。
母語の他に英語を話し、日本語も完ぺきではないが話すことができる。勉強したわけではなく、日本人の友人と話しているうちに上達したという。

## 親族
母方祖母の先祖に独立有功者がいる。母方の曽祖父・李鍾万（イ・ジョンマン、1885－1977、蔚山出身）は日本統治時代の朝鮮で鉱山業の大同鉱業株式会社を創業、朝鮮最大の金鉱といわれた長津鉱山開発権を確保し、鉱山王と呼ばれた。さらに、小作人に割安で土地を貸し、30年後には無料にするプロジェクトを掲げた財団法人大同農村社を設立したほか、私立大同工業専門学校（朝鮮総督府所轄。のちの金日成総合大学工学部）、大同出版社、大同鉱山組合などを設立した。戦後は北朝鮮に渡り、鉱山開発に関わり、最高人民会議代議員も務めた。愛国的起業家として金日成に評価され、没後は資本家としては唯一平壌の愛国烈士陵に埋葬された。韓国では民族問題研究所の『親日人名辞典収録者名簿』に掲載されていることで、日本統治時代の曽祖父の親日的行為を批判されたカン・ドンウォンは、「恥ずべき過去」であったとして2017年に謝罪した。
俳優のコン・ユは血縁関係のない親戚にあたる。互いに釜山出身で祖父同士も親しい間柄である。

## 出演

### テレビドラマ
- 威風堂々な彼女（2003年、MBC） - ミン・ジフン 役
- 1%の奇跡（2003年、MBC） - イ・ジェイン 役
- マジック（2004年、SBS） - チャ・ガンジェ 役

### 映画
- 彼女を信じないでください（2004年、2005年5月28日 日本公開）
- オオカミの誘惑（2004年、2005年3月19日 日本公開）
- デュエリスト（2005年、2006年4月22日 日本公開）
- 私たちの幸せな時間（2006年9月14日 韓国公開／2007年7月14日 日本公開）
- あいつの声（2007年2月1日 韓国公開／2011年9月3日 日本公開）
- M（2007年10月25日 韓国公開／2008年9月27日 日本公開）
- チョン・ウチ 時空道士（2009年12月23日 韓国公開／2011年7月2日 日本公開）
- 義兄弟 SECRET REUNION（2010年2月4日 韓国公開/2010年10月30日 日本公開）
- Love for Sale（釜山プロジェクト「カメリア」オムニバス映画 2011年11月 韓国公開予定／2011年10月22日 日本公開）
- 超能力者（朝鮮語版、英語版）（2010年11月10日 韓国公開／2012年3月10日 日本公開） - 超能力者 チョ・イン 役
- 群盗（2014年7月23日 韓国公開） - 武官 チョ・ユン 役
- ドキドキ私の人生（朝鮮語版）（2014年9月3日 韓国公開）
- プリースト 悪魔を葬る者（2015年11月5日 韓国公開）
- 隠された時間（朝鮮語版）（2016年6月 韓国公開）
- MASTER/マスター（2016年12月21日 韓国公開）
- 華麗なるリベンジ（2016年） - ハン・チウォン 役[17]
- 1987、ある闘いの真実（2017年12月27日 韓国公開／2018年9月8日 日本公開） - 李韓烈 役
- ゴールデンスランバー（2018年）- キム・ゴヌ 役[18]
- 人狼（2018年） - イム・ジュンギョン 役[18]
- 新感染半島 ファイナル・ステージ（2020年） - ジョンソク 役[19]
- ベイビー・ブローカー（2022年） - ドンス 役
- 憑依（2023年） - チョン博士 役[20]
- プロット 殺人設計者（朝鮮語版）（2024年） - ヨンイル 役[21]

## 写真集
- オフィシャルプレミアムBOX channel#dongwon（2006）

※DVD（写真集メイキング映像など）、オリジナルグッズがセット。

## 関連事項
- 韓国のアイドルグループである「BESTie」の作品「연애의 조건 (恋愛の条件 / Love Options)」の歌詞の中で、主人公が思い描く理想の男性像として“カン・ドンウォンにほんのり似てて”という節がある。